# Caladenia calyciformis
Caladenia calyciformis é uma espécie de orquídea, família Orchidaceae, do norte da Nova Zelândia, onde cresce isolada, em grupos pequenos, ocasionalmente em touceiras, em charnecas, florestas de eucaliptos, e bosques. Apresentam calos com ápices grandes e globulares, os basais maiores e de cores diferentes dos distais. São plantas com uma única folha basal pubescente muito estreita e uma inflorescência rija, fina e pubescente, com até cinco flores pubescentes, com labelo trilobulado. Normalmente suas sépalas laterais e pétalas ficam todas dispostas para um mesmo lado como os dedos da mão.

## Publicação e sinônimos
- Caladenia calyciformis (R.S.Rogers) Hopper & A.P.Br., Austr. Syst. Bot. 17: 185 (2004).

Sinônimos homotípicos:
- Petalochilus calyciformis R.S.Rogers, J. Bot. 62: 66 (1924).